# Hirohisa Fujii
Hirohisa Fujii (en japonés: 藤井 裕久, Tokio, 24 de junio de 1932-Tokio, 10 de julio de 2022) fue un político japonés. Fue parte de la Cámara de Consejeros (1977-1986) y de la Cámara de Representantes (1990-2012). Estuvo en dos ocasiones ejerciendo de ministro de Finanzas y también como secretario general del Partido Liberal y del Partido Demócrata de Japón.

## Biografía
Se graduó en 1955 en la Universidad de Tokio en Derecho. Posteriormente empezó su carrera política, entre lo que cabe destacar, su cargo como burócrata en el Ministerio de Finanzas, lo que le dio autoridad en financias y asuntos tributarios en su carrera. Más tarde fue asistente de Susumu Nikaido y Noboru Takeshita.

## Carrera política
En 1977 fue seleccionado por la Cámara de Consejeros para ser parte del Partido Liberal Demócrata. Más tarde, en 1986 no se presentó a la candidatura a la Cámara de Representantes, pero ganó apoyo a la Prefectura de Kanagawa en las elecciones de 1990.
Posteriormente dejó el Partido Liberal Demócrata para ser parte del partido de renovación de Japón, el que después sería Partido Democrático de Japón. Allí tomó el cargo de ministro de Finanzas en los gabinetes de Morihiro Hosokawa y Tsutomu Hata, aunque no cambió los objetivos del partido.
También fue parte del Partido Liberal en el gobierno de Ichiro Ozawa a finales del siglo XX, estuvo con el cargo de secretario general y estuvo al frente de su comité mientras estuvo en el gobierno de Partido Liberal Demócrata. Se caracterizó por apoyar siempre a Ichiro Ozawa, ya que como él nunca apoyó el aumento en el impuesto de consumo.
Más tarde perdió su escaño en las elecciones de 2005 y pensó en dejar la política, aunque regresó dos años después, debido a que dos representantes titulares renunciaron a su puesto. Posteriormente, en 2009, dirigió una campaña para evitar que Ozawa se convirtiera en el presidente del Partido Democrático. Tiempo después volvió a pensar en dejar la política, pero poco antes de retiró renuncia por la petición de Yukio Hatoyama poco antes de las elecciones, ganó aquellas elecciones y mantuvo su puesto en la Cámara de Representantes.

## Gobierno (2009-2012)
Fue elegido como ministro de Finanzas en septiembre de 2009, en las elecciones de Hatoyama. Desde el principio estuvo en contra de la intervención para debilitar el yen para beneficiar a los exportadores. Aunque después también afirmó que no estaba a favor de que hubiese un yen fuerte. Por otra parte, cambió su opinión sobre el impuesto de consumo y pidió a Yoshihiko Noda y Naoki Minezaki, como viceministros. Todo ello desembocó en las palabras críticas de Ozawa afirmando que Fujii no tuvo liderazgo político, y se cambiaron los objetivos sobre los impuestos de la gasolina.
Tiempo después Fujii anunció su renuncia como ministro de Finanzas a principios de 2010, fue una decisión que costó admitirla por parte del ministro de Hatoyama.Todo ello fue debido por la salud de Fujii por su presión arterial lo que desembocaba en agotamiento. Aunque en aquel momento se pensaba que era debido por a su lucha con Ichiro Ozawa.
A inicios de 2010, Naoto Kan fue el reemplazo de Fujii en el puesto de ministro de Finanzas. Fujii aceptó el cargo de secretario adjunto del gabinete de Kan. En su puesto entró Noda al cargo de la cartera de finanzas y posteriormente sucedió a Kan como primer ministro un año después, en 2011. Al final de su carrera política, mantuvo su posición en la intervención del yen,i ya que para él Japón necesitaba abrir mercados.
Poco antes de las elecciones de 2012, anunció su retirada política con ochenta años.